# 〜Midnight Dejavu〜 色彩のブルース
「〜Midnight Dejavu〜 色彩のブルース」（ミッドナイト・デジャヴ しきさいのブルース）は、日本のバンドEGO-WRAPPIN'の1枚目のシングルである。2001年11月28日にユニバーサルミュージックより発売。2008年10月16日、トイズファクトリーより再発された。

## 概要
外資系レコード店のインディーズ・チャートで1位を獲得し、FM局へのリクエストや問い合わせが殺到するなど注目を集めたミニアルバム『色彩のブルース』収録の同タイトル曲を、新たにミックスし直してシングルカット。カップリング曲には2001年夏のツアー「満ち汐のロマンス」からのライブ音源やシークレットトラックを収録。
ベスト・アルバム『ベストラッピン 1996-2008』に収録されているがスタジオ・アルバムには未収録。

## 収録曲
| 全作詞: 中納良恵、全作曲: 中納良恵、森雅樹、全編曲: EGO-WRAPPIN'。 |                                        |          |                  |      |
| #                                                                  | タイトル                               | 作詞     | 作曲・編曲       | 時間 |
| 1.                                                                 | 「〜Midnight Dejavu〜 色彩のブルース」 | 中納良恵 | 中納良恵、森雅樹 | 5:39 |
| 2.                                                                 | 「Nervous Breakdown（Live）」          | 中納良恵 | 中納良恵、森雅樹 | 6:26 |
| 3.                                                                 | 「かつて..。（Live）」                 | 中納良恵 | 中納良恵、森雅樹 | 5:42 |
| 4.                                                                 | 「byrd（Live）」                       | 中納良恵 | 中納良恵、森雅樹 | 8:44 |
| 5.                                                                 | 「＠シークレト・トラック＠」           | 中納良恵 | 中納良恵、森雅樹 |      |

## カバー
- 中森明菜 - 2002年（カバー・アルバム『-ZEROalbum- 歌姫2』に収録）
- 甲斐よしひろ - 2007 年（カバー・アルバム『10 Stories』に収録）

## エピソード
お笑いコンビ・バナナマンの設楽統は本曲が大好きであると語っており、2014年に行われたバナナマンの単独ライブ「Love is Gold」内で披露されたコント「AKEMI」は「色彩のブルース」を聴きながら作っていた事を公言している。また、この事が縁となり、EGO-WRAPPIN'は2016年5月7日放送のバナナマンが司会を務める音楽番組「バナナ♪ゼロミュージック」（NHK総合）にゲスト出演を果たしており、そこでは「色彩のブルース」も歌唱していた。